# Dewanand Balesar
Dewanand Balesar es un expolítico de Surinam. 
El 12 de agosto de 2000 asumió como ministro de Obras Públicas en representación del Partido de la Reforma Progresista (VHP) durante el segundo gobierno de Venetiaan. Unas semanas antes de las elecciones del 5 de mayo de 2005, fue suspendido en sus funciones a causa de ser sospechoso de cargos de corrupción. Ello no evitó que el 1 de septiembre de 2005 le fuera conferida una despedida honorable como ministro. A solicitud del procurador general Subhas Punwasi la Asamblea Nacional decidió el 25 de agosto de 2005 comenzar un proceso judicial en su contra. 
La acusación solicitó una pena de cuatro años de cárcel y la prohibición de ocupar cargos gubernamentales. Balesar continuó declarándose inocente, sin embargo el juez lo encontró culpable y lo condenó en diciembre del 2008 a dos años de prisión y a inhabilitación por un lapso de cinco años para ocupar cargos en el gobierno. Desde enero del 2009 permaneció prisionero en la prisión de Santo Boma. 
- Datos: Q1825176